# テレビ長崎
株式会社テレビ長崎（テレビながさき、Television Nagasaki Co., Ltd.）は、長崎県を放送対象地域としたテレビジョン放送事業を行っている、特定地上基幹放送事業者である。
略称はKTN（K.K. Television Nagasaki）。コールサインはJOWH-DTV。
フジテレビ系列（FNN・FNS）。
1969年（昭和44年）4月1日開局。

## 概要
- 国道34号線と国道202号線を結ぶ道路の沿線に社屋がある。かつて後藤象二郎の邸宅があった場所に建てられており、邸宅跡を示す石碑が建っている。
- 開局当時は社屋が2階建てで、スタジオがなかった。後に3階以上の部分が増築され、2つのスタジオが設置された。
- 開局当時のロゴマークは大文字で、一般公募で寄せられた優秀作に当時の美術担当者が手を加えたものであった。佐世保中継局の看板はロゴマーク変更後も旧ロゴのままであったが、現在は現行のロゴマークになっている。
- 西日本新聞グループ（TKU、TNC）とはもとより、クロスネット時代の名残から読売新聞グループ（FBS）も2020年（令和2年）7月も現在KTNの筆頭株主であるなど、依然として親密である[3]。
  - 読売新聞長崎県版（西部本社発行）のテレビ欄では、民放の2番目（NIBの次）に配列されている。なお、長崎と同じ理由で読売新聞鹿児島県版のKTSもKYTの次に配列している。
  - その一方でフジテレビ（フジ・メディア・ホールディングス）はKTNの上位株主にはなっておらず、代わりに同じ長崎県の民放テレビ局である長崎国際テレビ（NIB・日本テレビ系列）の上位株主になっている[3]。
- 1991年（平成3年）6月3日、雲仙普賢岳大火砕流災害があり、その災害を取材したカメラマンら3人の社員が殉職する惨事があった。テレビ長崎ではこの普賢岳火砕流被災の経験を風化させず、後世に伝えるという目的で、それ以後毎年6月3日にこの普賢岳に新入社員（契約アナを含む）を招いての研修会を行っている[4]。
- 関連会社に「KTNソサエティ」があり、ヨジマル!班の女性アナウンサーを中心とした契約アナウンサーの派遣業務や放送業務（番組制作、自治体や企業広報ビデオ制作他）、ビルメンテナンス、一般企業への社員派遣などの業務を行う。
- 長年に渡り、在日朝鮮人・中国人に向けた放送と位置付け、夕方のニュース番組において、火曜日に韓国語、水曜日に中国語の同時通訳が放送されていたが、2010年（平成22年）3月10日放送分をもって終了しており、現行の『KTN Live News イット!』では放送されていない。
- また、長崎特有のお盆に精霊船が練り歩く精霊流しの特別番組を組む場合がある（ただし、録画放送で深夜帯に放送）。
- 主な受賞歴に日本民間放送連盟賞では、『コッコデショ～平成最後の宝船～』で2019年番組部門テレビエンターテインメント番組優秀賞を[5]『村の記憶～むかし医師ありけり～』で2009年テレビ教養番組優秀賞[6]などをFNSドキュメンタリー大賞では、『潜れ～潜れ～対馬の海女さん物語』で2016年大賞[7]、『五島のトラさん～父親と家族の22年』で2015年大賞[8]などをそれぞれ受賞した[9]。

## 本社・支社所在地
本社
長崎県長崎市金屋町1番7号
佐世保支社
長崎県佐世保市松浦町2番21号 九十九島ビル8階
東京支社
東京都中央区銀座3丁目15番10号 JRE銀座三丁目ビル7階
大阪支社
大阪府大阪市北区曽根崎新地1丁目1番49号 梅田滋賀ビル10階
福岡支社
福岡県福岡市中央区天神1丁目13番2号 興銀ビル6階

## 資本構成
企業・団体の名称、個人の肩書は当時のもの。出典：

### 2021年3月31日
| 資本金 | 発行済株式総数 | 株主数 |
| ------ | -------------- | ------ |
| 3億円  | 60,000株       | 16     |

| 株主                       | 株式数   | 比率   |
| -------------------------- | -------- | ------ |
| 読売新聞グループ本社       | 11,900株 | 19.83% |
| 東洋漁業                   | 10,800株 | 18.00% |
| 関西テレビ放送             | 09,800株 | 16.33% |
| 西日本新聞社               | 09,000株 | 15.00% |
| 全国共済農業協同組合連合会 | 04,600株 | 07.66% |

## 沿革
開局までの経緯
1967年（昭和42年）9月、郵政省は長崎を含む全国17地区にUHFによる親局設置の方針を決定。長崎県で民放テレビ複数局の動きが始まったのは1962年（昭和37年）4月に遡る。
当時、衆議院議員だった金子岩三によって設立された「株式会社 テレビ長崎」が、VHF仕様で郵政省に開設申請書を提出している。その後、新たにUHF親局の認可の方針が見えはじめた、1963年（昭和38年）から1965年（昭和40年）までの間に6社が申請し競願となっていった。
| 社名                       | 系統               | 申請者                                                                         |
| -------------------------- | ------------------ | ------------------------------------------------------------------------------ |
| 株式会社テレビ長崎         | 西日本新聞         | 金子岩三・野口義夫（西日本新聞社長）                                           |
| テレビ長崎株式会社         | 関西テレビ放送     | 松原与三松日立造船会長・肥塚喜久雄（丁字屋釀造社長）                           |
| 西海テレビ株式会社         | 毎日新聞・地元有志 | 小林知一（毎日新聞出身、北松江迎製塩社長）・木谷勝次（県医師会会長）           |
| 長崎読売テレビ放送株式会社 | 読売新聞           | 務台光雄（読売新聞社長）・小山晴彦（弁護士）                                   |
| 株式会社西海テレビ         | 農協               | 眞崎今一郎（長崎県農協中央会長）・才津新造（五島商船会長）                     |
| 西九州テレビ放送株式会社   | 地元財界           | 一ノ瀬秀人（長崎県副知事）・清島省三（十八銀行頭取）・坂田重保（親和銀行頭取） |

郵政省の勧告により競願6社は1967年（昭和42年）11月、「株式会社 テレビ長崎」に一本化したが、資本構成は西日本・関西テレビ・金子グループ系と読売新聞・長崎新聞・農協系に二分されていた。
- 1967年（昭和42年）
  - 11月14日 - 予備免許交付。
  - 12月 - 初の発起人世話人会が開かられるが、役員問題で難航する。
- 1968年（昭和43年）
  - 3月 - 発起人会を開き取締役12名、監査役2名を決定。
  - 3月10日 - ホテルニュー長崎で設立総会。31人の株主全員が出席。代表取締役に真崎今一郎（長崎県農協中央会長）らが選出[14]。
  - 3月12日　長崎法務局で会社設立の登記を完了し「株式会社 テレビ長崎」が発足した。
- 1969年（昭和44年）4月1日 - 本放送を開始する。この時点では、NNN・FNNのクロスネット局となっていた。
- 1979年（昭和54年）2月 - 当時九州一を誇ったスタジオを含めた社屋本館の増改築が完成[15]。
- 1981年（昭和56年）3月21日 - テレビ音声多重放送を開始する。
- 1986年（昭和61年）7月14日 - 主調整室（マスター）を更新する。
- 1988年（昭和63年）3月12日 - CIを導入しロゴマーク（「T」の下部分に赤い円にしたもの）と和文ロゴを変更する。
- 1990年（平成2年）10月1日 - NNN[注 8] を離脱し、FNNの単独ネット局となる[注 9]。

長崎国際テレビの開局予定が当初より半年ずれたため、長崎県は半年間NNN空白域となる。なお、その間のNNNの取材は福岡放送が長崎支局を開設して行っていた。なお、『天才・たけしの元気が出るテレビ!!』や『それいけ!アンパンマン』、『キユーピー3分クッキング』など一部の番組は1991年（平成3年）3月31日までネット受けにより放送を継続した。
- 2006年（平成18年）
  - 9月4日 - 地上デジタル放送対応の主調整室（マスター）に更新（東芝製）。
  - 12月1日 - 地上デジタル放送を開始する。
- 2011年（平成23年）
  - 1月24日 - 対馬市内のアナログテレビ中継局のうち、厳原中継局を除く4局（南厳原（みなみいづはら）、佐須奈（さすな）、対馬伊奈（つしまいな）、志多留（したる））が、NHK長崎・NBCとともに先行廃止される。
  - 7月24日 - 先行廃局となった対馬市内4局を除いた全アナログ送信所・中継局が廃局。

### 社史・記念誌
テレビ長崎では、以下3冊の発行をしている（2020年3月時点）。
- 我より古をなす テレビ長崎25年史（テレビ長崎・編） 1994年（平成6年）3月発行、142ページ
- 我より古をなす2 KTNテレビ長崎開局40年史（テレビ長崎・編） 2009年（平成21年）4月発行、294ページ
- 我より古をなす3 KTNテレビ長崎開局50年史（テレビ長崎・編） 2019年（平成31年）4月発行

## ネットワークの移り変わり
- 1969年（昭和44年）
  - 4月1日 - この日開局し、テレビ放送を開始。当時は、日本テレビとフジテレビとのクロスネット局だった。
  - 10月1日 - この日発足したFNSに加盟（ただし1972年（昭和47年）6月14日に発足するNNSにはNNN脱退まで非加盟[注 10]）。

（1990年（平成2年）9月末までは、『NNNニュース』は朝・昼・夜、『FNNニュース』は午後の奥様ニュース枠・夕方をネット）
- 1975年（昭和50年）3月31日 - 東京・大阪間のネットチェンジが実施されたものの、元々テレビ長崎で放送されていたNETテレビ→テレビ朝日系列の番組が少なかったため（NETテレビ・毎日放送制作分ともに朝日新聞との資本関係が強い長崎放送での放送が大半だった）、番組編成面に大きな影響はなく、毎日放送制作の番組数本が長崎放送に移行した一方、NETテレビ→テレビ朝日系列に変更した朝日放送制作の番組のネットは、『プロポーズ大作戦』などの数本にとどまった。

- 1990年（平成2年）
  - 4月1日 - 長崎文化放送の開局により、一部番販ネットしていたテレビ朝日系の番組が同局へ移行する。
  - 10月1日 - NNNを脱退し、フジテレビフルネット局[注 11] となる。ただし、長崎国際テレビの開局が延期となったため、日本テレビ系のごく一部の番組のネットを継続する。
- 1991年（平成3年）4月1日 - 長崎国際テレビの開局により、最後まで残っていた日本テレビ系の番組が同局に移行する。

### 平日帯番組（午前中）
- NNNとのクロスネット[注 12] 時代は、『ズームイン!!朝!』・『お昼のワイドショー』 → 『午後は○○おもいッきりテレビ』・『NNNきょうの出来事』などに代表されるよう、日本テレビ系列の番組と優先的にネットを結んでいた（開局から1990年9月までの放送時間総比率日テレ系6：フジ系4）。
- 1979年（昭和54年）2月までの7時台後半は『ママとあそぼう!ピンポンパン』、1980年代前半までの8時台前半は『ひらけ!ポンキッキ』などのフジ系列を同時ネットしていたが、先述の『ズームイン!!朝!』のネットに踏み切った[注 13] 影響で、『ママとあそぼう!ピンポンパン』は1982年（昭和57年）3月に放送を終了するまで、平日 16:30 - 17:00の時間帯に移動し遅れネットで放送された。『ひらけ!ポンキッキ』は一時打ち切られ、NNN脱退[注 14] 後の1990年（平成2年）10月より放送を再開し、最終回まで同時ネットした。
- 一方、フジ系列の番組では、開局当初から『小川宏ショー』からの朝のワイドショー（現在の『サン!シャイン』の枠）を同時ネットしていた。

### 平日帯番組（12 - 16時台）
- 『お昼のワイドショー』 → 『午後は○○おもいッきりテレビ』は、当時九州地区の日テレ・フジクロスネット局の中で、KTN[注 15] のみが唯一同時ネットしていた（但し、『おもいッきりテレビ』の放送は12時台の1時間のみ）[注 16]。
  - 因みに、『おもいッきりテレビ』の13時台内包コーナー『ごちそうさま』は、当時長崎県内もう一つの民放テレビ局でもあるTBS系列の長崎放送（NBC）が1988年9月30日まで、約1時間遅れで時差ネットしていた。
- 一方、フジ系列では、開局当初から『ライオン奥様劇場』 → 『ライオンのいただきます』・『東海テレビ制作昼の帯ドラマ』・『3時のあなた』 → 『タイム3』の13時・15時台各番組を同時ネット。KTNクロスネット期間中の平日12〜15時台は、日テレ系（12時台）とフジ系（13時・15時台）の混合編成が組まれていた。
  - かつて、クロスネットを組んでいたフジ系列局はKTNの他に秋田テレビ（AKT）・福島テレビ（FTV）・新潟総合テレビ（NST）・テレビ熊本（TKU）・鹿児島テレビ（KTS）があるが、FTV・NSTはKTN同様にクロスネット解消の直前まで、KTSはクロスネット解消の1年半前まで、平日午後（12 - 15時台）の時間帯は他系列との混合編成を継続していた[注 17]。なお、AKTとTKUの同時間帯は開局当初からフジ系に統一されている[注 18]。
- クロスネット期間中の1990年9月[注 15]まで、平日12時台は日テレ系『お昼のワイドショー』 → 『おもいッきりテレビ』同時ネット[注 19] という編成上、フジ系列の平日12時台番組『笑っていいとも!』は、夕方（16時台 → 17時台）に時差ネットしていた。フジフルネットになった1990年10月1日からは同時ネットへと移行し、現在に至っている。なお、『笑っていいとも!』の放送開始は1983年7月11日（第200回）[16]からで、最初の9ヶ月間は長崎県では未放送。（ただし、平日版『笑っていいとも!』放送開始前の『笑っていいとも!新春版』（1983年1月3日・12:00 - 13:55）を13時飛び乗りで同時ネットした。
  - クロスネット期間中の『笑っていいとも!』は、祝日や振替休日の午後にフジテレビ系でスポーツ中継の特番が行われる場合、その他午後のフジ系番組と同様に放送を休止していた。
  - 『笑ってる場合ですよ!』以前のフジ系月～金曜12時台番組はKTNでの放送履歴が一度もない。

### 平日帯番組（17時台）
- 前項にて説明の通り、『笑っていいとも!』を時差ネット[注 20] している編成上、当時フジテレビで17時台に生放送の『夕やけニャンニャン』は一度も放送されなかった。他の九州地区のクロスネット局を含め、フジ系列局は番組開始の頃は放送されていない系列局もあったが、同番組放送開始1年後の1986年（昭和61年）春頃から順次ネット開始に踏み切った。その中で、KTNと秋田テレビ（AKT）、石川テレビ（ITC）が最後まで未放送（後者2局は地元商店街等の提供でアニメ再放送・遅れ放送やドラマ再放送などを編成）[注 21]。
- この件に関して、NBCの村山仁志アナはNBCラジオの番組内で「金屋町にある某テレビ局が放送していないから、長崎でのおニャン子クラブの知名度は低かった」と発言した事がある[注 22]。

### プライムタイムほか曜日別レギュラー番組
- 開局当初である1969年（昭和44年）4月のプライムタイムの番組編成は下記のとおり。

- 1969年4月開局当時のプライムタイムの番組表。
- 開局当時は水曜19:00もフジ系の番組を同時ネットしていた。
- 日曜21:30に関西テレビ制作のフジ同時ネット枠もあった。
- 火曜・木曜・土曜は当時からフジ同時ネット率は高かった。

★→時差ネット
|       | 月曜日                          | 火曜日                          | 水曜日                          | 木曜日                          | 金曜日                          | 土曜日                            | 日曜日                                 |
| 19:00 | 日テレ★ ショック!!              | フジ ザ・ヒットパレード         | フジ 紅三四郎                   | フジ 象印スター対抗大乱戦       | YTV スターなんでも大会          | フジ ちびっこのどじまん           | YTV ディズニーランド                   |
| 19:30 | フジ スター千一夜・お茶の間寄席 | フジ スター千一夜・お茶の間寄席 | フジ スター千一夜・お茶の間寄席 | フジ スター千一夜・お茶の間寄席 | フジ スター千一夜・お茶の間寄席 | フジ スター千一夜・お茶の間寄席   | YTV ディズニーランド                   |
| 20:00 | フジ★ 銭形平次                  | フジ 東京コンバット             | 日テレ お笑いカラー寄席         | フジ 花のお江戸のすごい奴       | フジ 今週のヒット速報           | フジ コント55号の「世界は笑う」   | 日テレ コント55号の裏番組をぶっとばせ! |
| 21:00 | フジ スパイ大作戦               | フジ ドンキーのナンセンス劇場   | 日テレ あっぱれ！親バカ         | フジ 花のお江戸のすごい奴       | 日テレ 東京バイパス指令         | KTV★ 黒い髪の智子                 | 日テレ すばらしい世界旅行              |
| 21:30 | フジ スパイ大作戦               | 日テレ 嫁ゆかば                 | YTV ややととさん                | フジ 暖春                       | 日テレ 東京バイパス指令         | フジ ハトに豆鉄砲                 | KTV 男じゃないか                       |
| 22:00 | KTV★ わが母は聖母なりき         | 日テレ 嫁ゆかば                 | YTV ややととさん                | フジ ブラックチェンバー         | 日テレ★ 空手風雲児              | フジ ハトに豆鉄砲                 | KTV 男じゃないか                       |
| 22:15 | KTV★ わが母は聖母なりき         | 日テレ 嫁ゆかば                 | YTV ややととさん                | フジ ブラックチェンバー         | 日テレ★ 空手風雲児              | フジ ハトに豆鉄砲                 | 日テレ★ 上方武士道                     |
| 22:30 | KTV★ わが母は聖母なりき         | フジ★ お嫁さん                  | 日テレ★ ノンフィクション劇場    | フジ ブラックチェンバー         | フジ★ ミュージックスポット      | KTV（22:30 - 23:30枠） あゝ忠臣蔵 | 日テレ★ 上方武士道                     |
| 22:45 | 日テレ★ そこが聞きたい          | フジ★ お嫁さん                  | 日テレ★ ノンフィクション劇場    | フジ ブラックチェンバー         | 日テレ★ 報知スターダイアル      | KTV（22:30 - 23:30枠） あゝ忠臣蔵 | 日テレ★ 上方武士道                     |

- 1981年（昭和56年）9月のプライムタイムの番組編成は下記のとおり。

- ★ → 時差ネット
- ☆ → 30分前倒し

|       | 月曜日                                | 火曜日                                | 水曜日                                     | 木曜日                                | 金曜日                                   | 土曜日                   | 日曜日                    |
| 19:00 | 日テレ 新・ど根性ガエル               | 日テレ 世界のこれがNo'1               | フジ☆ 逆転クイズジャック・スター千一夜     | フジ 新竹取物語 1000年女王            | 日テレ 歌まね振りまね 新・スターに挑戦!! | フジ ズバリ!当てましょう | YTV びっくり日本新記録    |
| 19:30 | フジ 逆転クイズジャック・スター千一夜 | フジ 逆転クイズジャック・スター千一夜 | 日テレ ヨッちゃん・ぼんちのアイドル大集合! | フジ 逆転クイズジャック・スター千一夜 | フジ 逆転クイズジャック・スター千一夜    | フジ 単発番組            | 日テレ すばらしい世界旅行 |
| 20:00 | フジ うちの嫁さんあっちむいてプイ!    | フジ 火曜ワイドスペシャル             | 日テレ 俺はおまわり君                      | フジ 愛のホットライン                 | フジ★ 銭形平次                           | フジ 単発番組            | 日テレ 日曜お笑い劇場     |
| 21:00 | フジ 欽ドン!良い子悪い子普通の子      | フジ 火曜ワイドスペシャル             | 日テレ 水曜ロードショー                    | フジ 江戸の用心棒                     | 日テレ 金曜劇場                          | フジ ゴールデン洋画劇場  | 日テレ 桃太郎侍           |
| 21:30 | フジ 欽ドン!良い子悪い子普通の子      | CTV★ お笑いマンガ道場                 | 日テレ 水曜ロードショー                    | フジ 江戸の用心棒                     | 日テレ 金曜劇場                          | フジ ゴールデン洋画劇場  | 日テレ 桃太郎侍           |
| 22:00 | フジ 夜のヒットスタジオ               | 日テレ 火曜劇場                       | 日テレ 水曜ロードショー                    | フジ★ 闇を斬れ                        | ABC★ プロポーズ大作戦                    | フジ ゴールデン洋画劇場  | 日テレ 知られざる世界     |
| 22:30 | フジ 夜のヒットスタジオ               | 日テレ 火曜劇場                       | 日テレ 水曜ロードショー                    | フジ★ 闇を斬れ                        | ABC★ プロポーズ大作戦                    | フジ ゴールデン洋画劇場  | フジ★ 名人劇場            |

- KTNでは『クイズグランプリ』や『スター千一夜』を始め、1981年（昭和56年）9月まで放送されていたフジ系列の19時台後半の帯番組を全曜日ネットしていた[注 23]。このため、先述の期間まで月曜、火曜、水曜、金曜の19時台は「日テレ系列の30分番組+フジ系列の帯番組群」という組み合わせだった。『スター千一夜』が終了した1981年10月以降、フジ・日テレが編成するプロ野球及び特番枠の動向によって、KTNのゴールデン・プライムタイム編成は1990年9月まで、度々ネット改編が行われた。
- フジ系の水曜19時後半枠を1974年4月から1981年9月まで『クイズグランプリ』→『クイズ漫才グランプリ』→『逆転クイズジャック』と『スター千一夜』、1981年10月から1988年3月までアニメ（『うる星やつら』 → 『めぞん一刻』 → 『F』）をそれぞれ30分前倒しして放送していた（当時の水曜19時30分からは日テレ系（東芝ファミリーホール特ダネ登場!?等）を同時ネットしていたため）。この編成内容は他にKTSが同様に放送していた。[注 24]
- 1984年（昭和59年）春の改編までに、NBCがゴールデン番組をTBS系列（JNN）にほぼ一本化し、同局で放送されてきたいくつかの日テレ系列の番組（金曜日・土曜日のゴールデンタイムで同時ネットしていた番組（『カックラキン大放送!!』・『太陽にほえろ!』・『土曜グランド劇場』等）が移行。NNNを脱退する1990年9月までは、帯番組を含めたネット比率もフジテレビ系列（FNN/FNS）よりも日テレ系列の方が上回る状況だった。

- 1990年（平成2年）9月のNNN脱退直前の18時台から翌日0時台までの番組編成は下記の通り。日テレ・フジ両系列とも、日替わりで両者の割合は同程度。
- なお、クロスネットの頃のKTSも平日は下記と似たような編成を組んでいた。但し、NNSに関しては、KTNは非加盟、KTSは加盟。このため、KTNクロスネット当時のプライムタイムを含む一般番組内で編成されていたクロスネットにおいては正式なものではない。なお、FNSは両局ともクロスネット期間中から加盟している。

- ★ → 時差ネット

|          | 月曜日                                             | 火曜日                            | 水曜日                                  | 木曜日                                     | 金曜日                            | 土曜日                            | 日曜日                                      |
| 18:00    | フジ FNNスーパータイム                             | フジ FNNスーパータイム            | フジ FNNスーパータイム                  | フジ FNNスーパータイム                     | フジ FNNスーパータイム            | フジ FNNスーパータイム            | フジ★ （世界名作劇場） 私のあしながおじさん |
| 18:30    | フジ FNNスーパータイム                             | フジ FNNスーパータイム            | フジ FNNスーパータイム                  | フジ FNNスーパータイム                     | フジ FNNスーパータイム            | フジ 平成天才バカボン             | フジ サザエさん                             |
| 19:00    | フジ あっぱれさんま大先生                          | フジ サザエさん (再放送版)        | KTV★ さんまのまんま                     | フジ 今夜は好奇心!                         | 日テレ 追跡                       | フジ 所さんのただものではない!    | YTV 丹波・山瀬のパニックTV                  |
| 19:30    | フジ★ クイズ!早くイッてよ                          | フジ 火曜ワイドスペシャル         | 日テレ どちら様も!!笑ってヨロシク       | フジ 今夜は好奇心!                         | 日テレ 面白スタジアム             | フジ ドラゴンクエスト             | 日テレ すばらしい世界旅行                   |
| 20:00    | 日テレ 世界まる見え!テレビ特捜部                   | フジ 火曜ワイドスペシャル         | 日テレ クイズ世界はSHOW by ショーバイ!! | フジ 世にも奇妙な物語                      | 日テレ 刑事貴族                   | フジ ザ・ウォッチング!!           | 日テレ 天才・たけしの元気が出るテレビ!!     |
| 21:00    | フジ (フジテレビ制作月9ドラマ) キモチいい恋したい! | フジ なるほど!ザ・ワールド        | 日テレ 水曜グランドロマン               | フジ ウッチャンナンチャンの誰かがやらねば! | 日テレ 金曜ロードショー           | フジ ゴールデン洋画劇場           | 日テレ 知ってるつもり?!                     |
| 22:00    | KTV 関西テレビ制作月10ドラマ                       | KTV 三枝の愛ラブ!爆笑クリニック   | 日テレ 水曜グランドロマン               | フジ (木曜劇場) パパ!かっこつかないゼ      | 日テレ 金曜ロードショー           | フジ ゴールデン洋画劇場           | 日テレ オシャレ30・30                       |
| 22:30    | KTV 関西テレビ制作月10ドラマ                       | KTV 三枝の愛ラブ!爆笑クリニック   | 日テレ 水曜グランドロマン               | フジ (木曜劇場) パパ!かっこつかないゼ      | 日テレ 金曜ロードショー           | フジ ゴールデン洋画劇場           | KTV★ 花王ファミリースペシャル               |
| 23:00    | 日テレ NNNきょうの出来事                           | 日テレ NNNきょうの出来事          | 日テレ NNNきょうの出来事                | 日テレ NNNきょうの出来事                   | 日テレ TVムック・謎学の旅         | KTV★ たけしのここだけの話         | KTV★ 花王ファミリースペシャル               |
| 23:30    | 日テレ NNNきょうの出来事                           | 日テレ NNNきょうの出来事          | 日テレ NNNきょうの出来事                | 日テレ NNNきょうの出来事                   | 日テレ NNNきょうの出来事          | 日テレ NNNきょうの出来事          | 日テレ NNNきょうの出来事                    |
| 翌日0:00 | フジ プロ野球ニュース （23:55～）                  | フジ プロ野球ニュース （23:55～） | フジ プロ野球ニュース （23:55～）       | フジ プロ野球ニュース （23:55～）          | フジ プロ野球ニュース （23:55～） | フジ プロ野球ニュース （23:55～） | フジ プロ野球ニュース                       |
| 翌日0:30 | フジ プロ野球ニュース （23:55～）                  | フジ プロ野球ニュース （23:55～） | フジ プロ野球ニュース （23:55～）       | フジ プロ野球ニュース （23:55～）          | フジ プロ野球ニュース （23:55～） | フジ プロ野球ニュース （23:55～） | フジ プロ野球ニュース                       |

- 『欽ドン!良い子悪い子普通の子』→『月9ドラマ』や『なるほど!ザ・ワールド』、『とんねるずのみなさんのおかげです』→『ウッチャンナンチャンの誰かがやらねば!』など、フジ系列月曜・火曜・木曜21時台の番組は、クロスネット時代から同時ネットされている。
- その一方で、NNN系列脱退後（1990年10月から1991年3月までの半年間）の長崎県での日テレ系列空白期間も、ドラマ『刑事貴族』、『元気が出るテレビ!!』、『オシャレ30・30』など一部の番組を土曜・日曜の昼間に時差ネットしていた。
- クロスネット時、日本テレビ系列のナイター中継は週4日（月曜開催時を含む水・金・日）と、当時九州地区の日テレ・フジクロスネット局（KTN・TOS・UMK・KTS）の中では、KTS（週5日）の次に多く、KTS同様に20時台はかなり日テレ色の濃さを強調していた局でもある[注 26]。
- 月曜のナイター中継飛び降り終了時も、放送が遅れる『NNNきょうの出来事』は同時ネットしなければならないため、番組開始までの時間を『巨人戦ハイライト』で穴埋めしていた。
- フジテレビ系列のナイター中継を行う火曜・木曜・土曜も、23時（土曜は23時30分）が『NNNきょうの出来事』同時ネット枠のため、20時54分で飛び降り終了。この際、21時以降のフジテレビ系同時ネット番組はキー局よりも先行放送を行っていた。
- このため、ナイター中継飛び降り終了時のみ、20時54分のニュースは通常の『NNNニューススポット』（月）・『FNNニュース』（火・木・土）から、自社制作版のモノに差し替えて放送されていた[注 27]。
- 日テレ系列『火曜サスペンス劇場』（日テレ系列では火曜日 21:00 - 22:54放送）は、放送開始当時は火曜日と日曜日にそれぞれ前・後編を2週に分けて放送していた。例を挙げると第1週放送分は火曜日に22:00から1時間で前・後編を、第2週放送分は日曜日に14:00位から1時間で前・後編をそれぞれ放送していた（当時、火曜日の21時台はフジ系列の『なるほど!ザ・ワールド』を同時ネットで放送していたため）。1983年（昭和58年）4月から1991年（平成3年）3月までは土曜日の昼の2時間枠に移行し、『土曜サスペンス劇場』として時差ネットで放送された。なお、1991年4月に長崎国際テレビ（NIB）が開局してからは、最終回までNIBで同時ネットで放送された。
- KTNは開局当初からANNには加盟していなかったため、1970年代 - 80年代前半までのテレ朝系列水曜日の21時台の『欽ちゃんのどこまでやるの!?』、同じく22時台の『特別機動捜査隊』→『特捜最前線』、木曜日19時台の『クイズタイムショック』はTOS・UMK・KTSではそれぞれ同時ネットされていたが、KTNにおいては全く放送されず、長崎県での放送はいずれの番組ともNBCが異時ネット（『タイムショック』は1984年9月まで同時ネット、それ以降は最終回まで異時ネット）で放送していた[注 28]。
- 1989年（昭和64年）1月7日の昭和天皇崩御関連の放送は、昭和最後の日をフジ系列で全日ネットし、翌（平成元年）1月8日の平成最初の日は日テレ系列で全日ネットを行った。これは、当時の夜間のクロスネット編成の都合もあった[注 29]。

## チャンネル
リモコンキーIDは「8」
- 長崎 20ch 1kW
- 佐世保 34ch 1kW
- 諫早 20ch 10W
- 南串山 20ch 3W
- 島原 20ch 3W
- 南有馬 20ch 3W
- 福江 34ch 10W
- 平戸 20ch 3W
- 松浦 35ch 3W　※2012年10月2日から12月18日の間に34chから変更された。
- 有川 29ch 1W
- 大瀬戸 20ch 3W
- 東長崎 47ch 1W
- 飯盛 47ch 0.3W
- 矢上 47ch 0.3W
- 厳原 20ch 30W
- 郷ノ浦 20ch 30W
- 長与 20ch 1W
- 畝刈 33ch 0.3W
- 吉井 26ch 0.3W
- 佐々 34ch 0.1W
- 雲仙 47ch 0.05W
- 相浦 20ch 0.3W　※2020年9月28日から11月20日の間に34chから変更された。
- 世知原 34ch 0.3W
- 江迎鹿町 26ch 0.3W
- 長崎滑石 20ch 0.3W
- 波佐見 41ch 0.3W
- 松浦南 26ch 0.3W
- 平戸中 48ch 1W
- 平戸南 39ch 0.3W
- 野母崎 32ch 0.1W
- 奈摩 29ch 0.3W
- 松浦福島 38ch 0.3W
- 宇久 35ch 0.3W　※2013年1月25日から2月28日の間に24chから変更された。
- 三井楽 23ch 0.3W
- 早岐 34ch 0.3W
- 長崎北 20ch 0.5W
- 長崎西山 20ch 0.3W
- 佐世保日野 34ch 0.1W
- 佐世保大野 32ch 1W
- 佐世保赤崎 34ch 1W
- 為石 45ch 0.05W
- 長崎南 20ch 0.3W
- 戸町 20ch 0.3W
- 蚊焼 28ch 0.3W
- 阿翁 27ch 0.01W
- 西彼大島 33ch 0.01W
- 野母高浜 47ch 0.01W
- 長崎平山 34ch 0.05W
- 富江 36ch 0.3W
- 島原北 20ch 0.3W
- 松浦鷹島 38ch 0.3W
- 北有馬東 37ch 0.1W
- 北有馬南 37ch 0.1W
- 崎戸東 29ch 0.01W
- 崎戸西 29ch 0.01W
- 大島徳万 29ch 0.01W
- 奈良尾 36ch 0.1W
- 佐世保日宇 33ch 0.3W
- 南鹿町 25ch 0.01W
- 有川北 20ch 0.05W
- 御館山 29ch 0.05W
- 長崎茂木 26ch 0.01W
- 松浦東 47ch 0.3W
- 小値賀 35ch 0.3W　※2013年1月25日から2月28日の間に24chから変更された。
- 小佐々楠泊 20ch 0.01W
- 鬼木中尾 20ch 0.05W
- 崎山 32ch 0.1W
- 佐世保柚木 26ch 0.1W

## 主な番組

### 自社制作番組
- プチまる!（平日 11:25 - 11:30）
- KTN Live News days（平日 11:30 - 11:45、週末 11:50 - 12:00）
- マルっと!（平日 16:10 - 16:48）
- KTN Live News イット!（平日 16:48[17][18] - 19:00[注 30]、週末 17:30 - 18:00）
  - 2020年10月3日から2024年3月31日まで、週末版のみ放送していた。
- KTNニュース（月曜・水曜 22:54 - 23:00、 火曜・木曜・金曜 20:54 - 21:00、日曜 6:00 - 6:15）
- 長崎フォトリップ（火曜 21:54 - 22:00）
- みジカなナガサキ[19][23][24] - 長崎県広報番組（2021年4月14日[25][26] - 、水曜 21:54 - 22:00、木曜 18:56 - 19:00、金曜（土曜深夜）27:05 - 27:10）
- 冒険県 冒険する長崎プロジェクト（水曜 20:54 - 21:00）
- KICK OFF! NAGASAKI（土曜 10:25 - 10:40）
- DUNK!DUNK!ヴェルカ（土曜 10:40 - 10:50）
- 葭葉ルミと森末慎二の らく・ごる（土曜 10:50 - 11:20、月1回放送）
- 未来を笑顔にするために（土曜 16:55 - 17:00、月1回放送）
- KTNリポート（日曜 5:45 - 6:00、月1回放送）

### フジテレビ系時差ネット番組
- いたジャン!（火曜 0:30 - 1:03〈月曜深夜〉）
- ゴリパラ見聞録（火曜 1:03 - 1:35〈月曜深夜〉、テレビ西日本制作）
- 私のバカせまい史（水曜 0:30 - 1:03〈火曜深夜〉）
- 土曜NEXT!（木曜 0:30 - 1:03〈水曜深夜〉）
- アポロアマチュアナイトジャパン（金曜 0:30 - 1:03〈木曜深夜〉）
- ネタパレ（土曜 1:00 - 1:33〈金曜深夜〉）
- 千原ジュニアの座王（土曜 1:33 - 2:05〈金曜深夜〉、関西テレビ制作）[注 31]
- おかべろ（土曜 18:30 - 19:00、関西テレビ制作）
- ドキュメント九州（日曜 2:05 - 2:35〈土曜深夜〉、FNS九州・沖縄各局制作）
- 釣りごろつられごろ（日曜 6:15 - 6:30、テレビ新広島制作）
- 逃走中 グレートミッション（日曜 6:30 - 7:00）
- 西村キャンプ場（日曜 8:55 - 9:25、テレビ新広島制作）

### テレビ東京系列番組
- ゴッドタン（水曜 1:03 - 1:35〈火曜深夜〉）[注 32]
- あのちゃんの電電電波♪（木曜 1:03 - 1:35〈火曜深夜〉）
- 開運!なんでも鑑定団（土曜 12:00 - 13:00）[注 33]
- 世界!ニッポン行きたい人応援団（土曜 13:00 - 13:55）[注 33]
- 有吉の世界同時中継 〜今、そっちってどうなってますか?〜（土曜 16:00 - 16:55）[注 33]
- モヤモヤさまぁ〜ず2（日曜 1:15 - 2:05〈土曜深夜〉）[注 33]
- 所さんの学校では教えてくれないそこんトコロ!（日曜 13:00 - 13:55）[注 33]
- ナゼそこ?（日曜 13:55 - 14:55）[注 33]
- 緊急SOS!池の水ぜんぶ抜く大作戦（不定期放送）

### その他
- 魔王様、リトライ!R（金曜 1:03 - 1:35〈木曜深夜〉）

### 再放送枠
- 葭葉ルミと森末慎二の らく・ごる（水曜 1:03 - 1:35〈火曜深夜〉、月1回放送）
- 開運!なんでも鑑定団（日曜 12:00 - 13:00）[注 33]

## 終了した番組

### 自社制作番組
- 夕方のニュース枠
  - KTNニュース6:30
  - ニュースワイドKTN
  - KTNスーパータイム
  - KTNザ・ヒューマン
  - KTNスーパーニュースGopan
  - KTNスーパーニュース FNN/FNN KTNスーパーニュースWEEKEND
  - KTN みんなのニュース
  - KTNプライムニュース
  - こんにちは!長崎
  - モーニングスマイル
  - アダム&イブニング
  - KTN虹劇場（ドラマ再放送、遅れネット枠）
  - わが町バンザイ
  - いい旅みっけ!県央百選の旅
  - 夕方ヤッホー
  - テレビみゅ〜で
  - Gopan
  - ヨジマル!
  - なんでんかんでんよかよか
  - KTNニュース最終版
  - ミテ☆コレ
  - 城島健司と金谷多一郎のモア☆ゴル
  - パシれ!メロス→クロちゃんのパシれ!メロス

### 日本テレビ系
☆=クロスネット から外れた後も半年間放送（1991年3月までのNIB開局直前まで）。
太字は2022年現在放送中の番組。
- NNN朝のニュース
- NNN昼のニュース
- NNN日曜夕刊（開局時から1977年3月まで）
- 読売新聞ニュース（土曜日夕刊のみ一時期）
- NNNきょうの出来事
- おはよう!こどもショー
- カリキュラマシーン
- ロンパールーム（開局時にNBCから移行）
- ズームイン!!朝!
- お昼のワイドショー→午後は○○おもいッきりテレビ（13:00で飛び降り）
- 追跡（ただし、ネットは毎週水・金のみ）
- 11PM（1982年3月26日放送打ち切り）
- スター誕生!
- TVジョッキー→スーパージョッキー（NNN脱退に伴い1990年9月30日放送打ち切り）
- 笑点（開局時にNBCから移行）
- 日曜18時台後半枠（開局時から1977年3月まで同時ネット。4月からサザエさんを同時ネット。）
  - シャボン玉ホリデー→ぎんぎら!ボンボン!→ファイヤーマン→ナブ号の世界動物探検→プラチナゴールデンショー（第2期）→NOWヒットパレード→冒険者たち→蝶々・談志のあまから家族→あまから家族→蝶々のあまから家族→円盤戦争バンキッド
  - 家なき子（1977年度のアニメ版を放映）→宝島
- 日曜19時台前半枠
  - ドラえもん (1973年のテレビアニメ) ※ドラえもん (1979年のテレビアニメ) はNBC→NCCで放送
  - びっくり日本新記録→ザッツ!好奇心→どっちDOTCH!→クイズ・マネーイズマネー→こんな学園みたことない!→スター生たまご・邦子のいまドキ芸能界→邦子のスター生たまご→鈴木健二の人間テレビ→シティーハンター3→丹波・山瀬のパニックTV
- 日曜日だョ!ドリフターズ!!
- シャープ・スターアクション
- ルパン三世 (TV第1シリーズ)→超人バロム・1→マドモアゼル通り→買ッテ来ルゾト勇マシク→侍ジャイアンツ→宇宙戦艦ヤマト（第一作のみ放映、『2』以降はNBCへ移行）
- 日立ドキュメンタリー すばらしい世界旅行（開局時にNBCからネットを移行）
- 全日本プロレス中継（1984年4月よりNBCからネット移行）
- 日曜20時台枠
  - 日曜スペシャル（末期から）→コント55号の裏番組をぶっとばせ!→おれは男だ!→飛び出せ!青春→われら青春!→水もれ甲介→俺たちの旅→俺たちの朝→俺たちの祭→青春ド真中!→西遊記→俺たちは天使だ!→西遊記II→猿飛佐助→黄土の嵐→宇宙空母ギャラクティカ→日曜お笑い劇場→日曜8時!ドパンチ放送!!→俺はご先祖さま→陽あたり良好!（1982年度のドラマ版[注 36]）→久米宏のTVスクランブル→天才・たけしの元気が出るテレビ!!☆
- 日曜21時台枠
  - 日曜時代劇（子連れ狼、桃太郎侍、etc. それまでは日曜昼に2週遅れで放送していたが、桃太郎侍の途中（1977年4月）から同時ネット　それ以前は銭形平次を異時ネットしていた）→サンデースポーツ9→日曜9時は遊び座です→刑事物語'85→誇りの報酬→あぶない刑事→巨泉のこんなモノいらない!?→知ってるつもり?!
- 日曜22時台前半枠
  - トヨタ日曜ドキュメンタリー　知られざる世界→TOYOTA・知られざる世界→オシャレ30・30☆
- 月曜19時台前半枠
  - 流星人間ゾーン
  - ガンバの冒険→元祖天才バカボン→ルパン三世 (TV第2シリーズ)→あしたのジョー2→新・ど根性ガエル[注 37]→ゲームセンターあらし→忍者マン一平→キャプテン→キャッツ・アイ→ガラスの仮面（1984年度のアニメ版[注 38]）→ダーティペア
  - ロボタン（第2作）[28]→ボスコアドベンチャー→シティーハンター
- きまぐれオレンジ☆ロード
- 燃える!お兄さん（火曜 16:30 - 17:00[29]）
- 美味しんぼ（途中で放映打ち切り）
- 月曜20時台枠
  - ザ・トップテン（日テレでのスタートから半年後（1981年10月）にネット開始[注 39]）→歌のトップテン→所さんのまっかなテレビ→世界まる見え!テレビ特捜部（第1シリーズ）
- 火曜劇場→ 火曜サスペンス劇場（KTNでは土曜サスペンス劇場として遅れネット）
- 水曜19時台後半枠
  - 特ダネ登場!?→謎のカーテン!?→逆転クイズ スーパービンゴ→ヨッちゃん・ぼんちのアイドル大集合!→おてんば宇宙人→テレビに出たいやつみんな来い!!→わっ!!ツービートだ→がんばれ!キッカーズ→恋はハイホー!（19:00 - 19:54）→太陽の犬（19:00 - 19:54）→動物スクランブル→猫、ふんじゃッた!→ツヨシしっかりしなさい（ドラマ版[注 40]）→どちら様も!!笑ってヨロシク
- 水曜20時台枠
  - おひかえあそばせ→気になる嫁さん→パパと呼ばないで→雑居時代→天下のおやじ→マチャアキのガンバレ9時まで!!→俺たちの勲章→山盛り食堂→泣かせるあいつ→気まぐれ天使→気まぐれ本格派→ゆうひが丘の総理大臣→あさひが丘の大統領→痛快!ピッカピカ社員→俺はおまわり君→先生は一年生→女かじき特急便→歌のワイド90分!（19:30 - 20:54）→所さんの勝ったも同然!!→イイ!!かもしんない→水曜バラエティ（19:30 - 20:54）→あきれた刑事→クイズ世界はSHOW by ショーバイ!!
- 日本テレビ水曜9時枠連続ドラマ→ビッグ・ウエンズデー→美味しいテレビ9トゥ10→日本テレビ水曜9時枠連続ドラマ→ビートたけしの全日本お笑い研究所→番組の途中ですが…再びたけしです
- 日テレ水10ドラマ（第1期）
- 水曜グランドロマン
- 水曜ロードショー→金曜ロードショー☆（開始から1990年9月までは同時ネット, 1990年10月から1991年3月までは遅れネット）
- 金曜19時台前半枠
  - スターに挑戦!!シリーズ→青春アニメ全集[28]→人気スターチーム対抗歌合戦→ベストカップル歌合戦→ニッポン快汗マップ　ガムシャラ十勇士!!
- 金曜19時台後半枠
  - カックラキン大放送!!→志村けんの失礼しまぁーす!→Wパパにオマケの子?!→こちら夢スタジアム→面白スタジアム
- 金曜20時台枠
  - 太陽にほえろ!→ジャングルシリーズ→もっとあぶない刑事→ハロー!グッバイ→勝手にしやがれヘイ!ブラザー→刑事貴族☆
  - （『カックラキン』と『太陽にほえろ!』は1984年4月に同時ネットのままNBCから移行）
- 金曜劇場
  - 東京バイパス指令→ゴールドアイ→花は花よめ→前略おふくろ様→祭ばやしが聞こえる→消えた巨人軍→熱中時代（教師編パート1）
- 土曜グランド劇場（1984年4月よりNBCから移行、1987年3月放送打ち切り）
- 全国高等学校クイズ選手権
- お笑いマンガ道場（1981年10月 - 1990年3月のNCC開局直前まで）
- 日本テレビ火曜9時枠連続ドラマ（日曜日の昼に5日遅れで放送）
- 細うで繁盛記
- 月曜スター劇場
- 新・底ぬけ脱線ゲーム→ハテナ?ドンぴしゃ!→NTVザ・ヒット! ピンク百発百中
- うわさのチャンネル
- ビッグイベントゴルフ
- それは秘密です!!
- キン肉マン（第1期のみ、月曜 16:30 - 17:00に放送[28]）[注 41]
- クイズEXPO'70
- 太陽の使者 鉄人28号
- 新春スポーツスペシャル箱根駅伝（編成の都合上NBCで放送された年もあり）
- たのしい園芸
- 心のともしび
- 魔法の妖精ペルシャ（火曜 16:30 - 17:00[30]）
- 剛Q超児イッキマン（火曜 16:30 - 17:00[28]）
- Bugってハニー（火曜 16:30 - 17:00[31]）
- ドテラマン（金曜 16:30 - 17:00[32]）
- 闘将!!拉麵男（月曜 16:30 - 17:00[29]）
- それいけ!アンパンマン☆（火曜 16:30 - 17:00[33]）
- あすの世界と日本
- 月が導く異世界道中（日テレ系離脱後の2021年に放送）

ほか多数

### テレビ東京系
太字は2024年現在も放送中。
- 国際プロレスアワー（末期のみ。ネットの実現に関しては、地元出身である阿修羅・原の後援会が尽力したという）
- 大江戸捜査網
- 超星神シリーズ
  - 超星神グランセイザー→幻星神ジャスティライザー→超星艦隊セイザーX
- ASAYAN（日曜の昼に放送）
- ハロー!モーニング。（途中打ち切り）
- ザ・スターボウリング（一時期のみ）
- 所さん&おすぎの偉大なるトホホ人物伝
- おまかせ!山田商会（土曜の昼に放送）
- 岡本綾子のNECスーパーゴルフ（NBCでも放送）
- 小松原三夫のゴルフ道場
- クイズ地球まるかじり
- 遊☆戯☆王デュエルモンスターズ
- ロックマンエグゼ（第1シリーズのみ、第2シリーズ以降はNIBへ移行）
- 日経スペシャル カンブリア宮殿（途中打ち切り、NIBへ移行）
- ザ・逆流リサーチャーズ→逆流!シラベルトラベル（途中打ち切り）
- たけしのニッポンのミカタ!（途中打ち切り、NBCへ移行）
- この日本人がスゴイらしい。Brand New Japan
- BLEACH（342話で放映打ち切り）
- ギルガメッシュLIGHT（BSジャパン制作、途中打ち切り）
- 日経スペシャル ガイアの夜明け（一時期休止していた、2012年6月11日に打ち切り）
- 仰天クイズ! 珍ルールSHOW
- 男子ごはん（途中打ち切り、NIBへ移行）
- ざっくりハイタッチ（2013年10月31日で打ち切り）
- 海外行くならこーでね〜と!
- 主治医が見つかる診療所
- うちの3姉妹おかわりぱれたい（途中打ち切り）
- 新ウルトラマン列伝（2014年10月から半年間のみ放送）
- 各駅停車世界の旅
- いい旅夢気分→にっぽん!いい旅
- そうだ旅（どっか）に行こう。
- 永遠の0
- ポンコツ&さまぁ〜ず
- 突撃!しあわせ買取隊
- 一茂&良純の自由すぎるTV
- 二軒目どうする?〜ツマミのハナシ〜
- ソクラテスのため息〜滝沢カレンのわかるまで教えてください〜
- おでかけ発見バラエティ かがくdeムチャミタス!（テレビ大阪制作）
- レべチな人、見つけた
- じっくり聞いタロウ〜スター近況（秘）報告〜
- テクノロイド オーバーマインド
- ニンジャラ
- SYNDUALITY Noir

ほか

### テレビ朝日系
- ワイドショー・プラスα（ABC制作、1975年10月 - 1976年3月。ただし『FNN奥さまニュース』を放送するため14:45で飛び降り）
- プロポーズ大作戦（ABC制作）
- 三枝の国盗りゲーム（ABC制作）
- 藤山寛美3600秒（ABC制作）
- わたしは旅をする（ABC制作）
- 人造人間キカイダー→キカイダー01 （月曜 18:00 - 18:30）
- 遠山の金さん（ただし再放送扱い）

### その他
- CD NEWS（千葉テレビ制作）
- 二重マル健康テレビ（アサヒ緑健提供、長崎県内では民放全局で放送）
- アーノルド坊やは人気者（米CBS→ABC、中部日本放送制作、週末の夕方に放送されていた）
- 91Days（毎日放送制作）
- 乙女ゲームの破滅フラグしかない悪役令嬢に転生してしまった…（毎日放送制作、第1期のみ、第2期はNBCで放送）
- ニュース女子（DHCシアター、BOY'S TV DIRECTION COMPANY共同制作）
- 理系が恋に落ちたので証明してみた。
- 邪神ちゃんドロップキックX[注 42]
- てっぺんっ!!!!!!!!!!!!!!!
- NON STYLE井上のバズらせJAPAN
- 69号室の住人（TOKYO MX制作）
- 齢5000年の草食ドラゴン、いわれなき邪竜認定（第1期のみ）
- 魔法少女マジカルデストロイヤーズ（毎日放送制作）
- モブから始まる探索英雄譚

## マスコットキャラクター
- け〜たん - 2001年（平成13年）から2019年（平成31年）3月まで　くわしくは当該項目を参照。
- はっちゃKもの - 2019年（平成31年）4月から

## アナウンサー・リポーター
テレビ長崎には「アナウンス室」があり、「マルっと!」放送開始以前までは、報道部在籍者はニュース班、制作部在籍者はヨジマル!班 と完全に分業させていた。なお前者はアナウンスと記者・ニュースデスク活動を兼業。後者には契約アナウンサー（系列子会社「KTNソサエティ」からの派遣出向）も含まれる。

### 現役アナウンサー・リポーター

#### 男性
- 2001年 吉井誠（入社時から1年間と、2008年10月 - 2011年3月、2011年10月 - 2013年3月までニュース班、2002年4月 - 2008年9月、2011年4月 - 9月まで制作部）
- 2005年 磯部翔（2009年10月 - 2011年3月までは制作部に所属していたが、2011年4月からニュース班　報道記者兼任）
- 2014年 平仙浩教（2018年4月 - 2020年4月まで佐世保支局勤務だった　報道記者兼任）
- 2021年 山口史泰
- 2023年 宮崎太智【契約社員】

#### 女性
- 2008年 円田智子（NHK長崎放送局（2003年入社）から移籍（契約社員）、2013年に退職後フリー活動を経て、2024年に復職[34][35]。）
- 2010年 本田舞（2011年10月 - 2012年9月までは制作部に所属していたが、2012年10月からニュース班　報道記者兼務）
- 2011年 小田久美子【契約社員】（ - 2021年1月、2023年4月 - [36]、2019年9月30日[37]を持って育休）
- 2023年 松下南美【契約社員】[38]、松崎玲奈【契約社員】[38]
- 2024年 小助川萌菜
- 2025年 清水柚梨恵

### 過去のアナウンサー
退社したアナウンサーも含む。

#### 男性
- 1971年
  - 橋口泰介（在職中は『ズームイン!!朝!』に初代の長崎担当キャスターとして出演。2011年に死去）
- 1978年
  - 浦里和弘[39]（KTN佐世保支局長）
- 1982年
  - 松永友幸（ - 2003年。→KTNソサエティ取締役）
- 1989年
  - 山本耕一（ - 2003年。九州朝日放送（KBC）の気象予報士→現在福岡県議会議員。愛称・やまもん）
- 1991年
  - 松本祐明
- 1997年
  - 山本圭介（ - 2005年。現在TVQ九州放送アナウンサー）
- 2005年
  - 伊賀透浩（10月入社、 - 2014年3月、テレビ山口（1995年入社）から移籍。当初はニュース班に所属していたが、2011年4月から制作部（当時はGopan班　以下同）に異動。なお、番組内でのテロップでは「伊賀ゆきひろ」と名がひらがな表記となる。2013年4月の改編により再びニュース班復帰。現在は地元・宮崎に帰郷し、宮崎放送に移籍。当初は報道部員であったが、2015年にアナウンス部に異動となった。2018年より報道部長。）
- 2009年
  - 河波貴大（ - 2011年3月、現在福井放送お天気キャスター）
- 2017年
  - 後藤綾太（4月入社。入社時はニュース班（報道部）所属は主にリポーターや中継を中心に活動し、2019年4月から制作部に移動、2021年佐世保支社記者兼務、2022年福岡支社）
  - 烏山拓巳（4月入社、 - 2024年3月）
- 小間貴士（→KTNスポーツ振興財団）

#### 女性
- 1988年
  - 本田千穂[39]（福岡放送契約アナウンサー→テレビ熊本アナウンサー）
- 1993年
  - 箕浦聖弓（ - 1998年。現在ビートワン所属のタレント）
- 1997年
  - 長岡千夏（旧姓・森）（2011年4月 - 2012年9月までニュース班にいたが、2012年10月よりディレクターとして制作部に）
- 2000年
  - 中崎奈美子（ - 2005年12月。現在オフィス・ミラソール所属のタレント）
- 2003年
  - 川波美幸（ - 2022年7月、2003年4月 - 2022年6月までニュース班　報道記者兼任にいたが、2022年7月よりメディア推進局）
- 2004年
  - 増田さと子（ - 2007年3月→琉球放送（アナウンサー）2008年4月 - 2010年3月。現在、フリーアナウンサー、俳優。）
- 2005年
  - 神野友美 - 4月入社。最初はGopan班所属のリポーターだったが、2007年からニュース班所属のアナウンサーとして活動し、2010年4月からは報道記者に。
- 2007年
  - 笠井由香里 - Gopan班アナウンサーを2年担当ののち鹿児島県へ。NHK鹿児島放送局契約キャスター2年担当後、2012年に鹿児島テレビ放送専属のフリーアナウンサーとなる
  - 春山恵理 - 11月、NHK岐阜放送局から移籍。当初はニュース班所属のアナウンサーだったが、2010年8月にGopan班へ異動。2011年3月の番組卒業と同時に退職後、一時アナウンサー業を休止して、日本フットボールリーグのクラブチームV・ファーレン長崎に広報社員として活動。2012年、テレビ西日本報道契約記者。2013年フリー。
- 2009年
  - 大村咲子【契約社員】（2014年3月までは制作部に所属していたが、同4月にニュース班　報道記者兼任）[38]
- 2011年
  - 石山千華 - 4月入社、 - 2012年2月。元NHK山形放送局契約キャスター。KTN在籍時はGopan班に所属。退社後NHK千葉放送局契約キャスターを経て、北海道でフリーアナウンサー
- 2012年
  - 琴岡美紅（ - 2021年3月、当初は報道記者、2013年よりアナウンスを兼務）
  - 中村愛【契約社員】（2012年より）
- 2014年
  - 榎由里絵【契約社員】（2020年3月22日[40]を持って育休中[41]）
- 2018年
  - 高森順子【契約社員】（4月入社、 - 2023年3月）
- 2019年
  - 森真奈美【契約社員】（10月入社、 - 2022年3月　小田久美子アナが産休に入ったため）[38]
- 2020年
  - 黒田麻梨奈【契約社員】（4月入社、 - 2023年3月 退社後1年間テレビ愛媛の記者として活動した後、現在NHK大津放送局の契約キャスターとして入局）
  - 城井静梨【契約社員】（4月入社、 - 2022年3月）
  - 中村葉月（4月入社、 - 2024年3月）[38][42]
- 2021年
  - 楊奈都美【契約社員】（4月入社、 - 2023年3月）
- 2022年
  - 竹井りさ【契約社員】（4月入社、 - 2023年3月）
- 2024年
  - 楠原彩加
- 立川峰子
- 東島真奈美（現在フリーアナウンサー） - 娘の東島衣里は現在ニッポン放送のアナウンサーである。
- 峰下和子（現在フリーアナウンサー）
- 手塚美紀子
- 藤井敬子（現在東京を中心にティーインストラクター、 SankeiBizなどでフリーアナとしても活動）
- 西野みゆき
- 根来彰子
- 江崎雅子
- 黒木香（旧姓・弘中）（後にテレビ西日本契約アナウンサー）
- 鈴谷優（現在フリーアナウンサー）
- 谷友紀子
- 槌田禎子 - 当初はアナウンス部→後に事業部→佐世保支局報道記者→現報道部長

## イベント主催・後援、その他
イベント
- Love fes（ラブフェス、長崎市・水辺の森公園一帯、エフエム長崎と共同で2011年（平成23年）より毎年10月開催）

以前は同じ場所で毎年5月中旬に「KTNの日」が行われていた。
その他
- KTNギャラリー（美術展などを開催）
- KTNハウジングギャラリー（住宅展示場、諫早市多良見町）
- KTNソサエティ